# Oltarna slika iz Sansepolcra (Perugino)
Kristusov vnebohod (znan tudi kot oltarna slika iz Sansepolcra, italijansko Pala di Sansepolcro) je slika italijanskega renesančnega mojstra Perugina iz leta 1510. Nahaja se v stolnici v Sansepolcru v Toskani v osrednji Italiji.

## Opis
Delo ima enako kompozicijo na osrednji plošči kot Peruginov poliptih svetega Petra. Vendar pa je zaradi večje velikosti izboljšal nekatere okrasne detajle, na primer trakove, ki so jih držali angeli. Pri delu je bilo tudi veliko sodelovanja umetnikove delavnice.
Kristus je upodobljen v mandorli, ki lebdi v zgornjem središču plošče, obkrožen z letečimi ali igrajočimi se angeli, medtem ko ima okvir glave kerubinov in serafinov. Spodnja skupina prikazuje Marijo in apostole, v ozadju pa je umbrijska pokrajina, za katero so značilna vitka drevesa.

## Analiza
Sestava je, razen podrobnosti, enaka sestavi Kristusovega vnebohoda v prisotnosti Device in apostolov, vendar so podrobnosti ospredja rastlin bolj bežne kot pokrajina ozadja, trakovi angelov pa vključujejo več zank. Slika je oltarna slika, vertikalno večja od prejšnje, ki je osrednja plošča poliptiha.
Če sveti Pavel s svojim mečem rimskega vojaka ne gleda na vnebohod, je razlog v tem, da ni bil sočasen z dogodkom.
Perugino samozavestno uporablja ta vzorec močnega ravnotežja, sestavljenega iz simetrije. Občutkov skorajda ne priporočamo, barve so svetle, a nežne, ki se prelivajo druga v drugo. Posebna pozornost je namenjena dekorativnim elementom.
Zasnova je jasna in dobro definirana, linije zavezujoče, sestava mirna in prijetna. Figure so popolno idealizirane. Ne izhajajo iz preučevanja naravnosti, temveč iz klasične estetike, ki je bila osnova umetniškega razvoja 16. stoletja.